# Physocephala rufithorax
Physocephala rufithorax är en tvåvingeart som beskrevs av Krober 1915. Physocephala rufithorax ingår i släktet Physocephala och familjen stekelflugor. Inga underarter finns listade i Catalogue of Life.